# Legge 20 luglio 2000, n. 211
La legge 20 luglio 2000, n. 211 ("Istituzione del "Giorno della Memoria" in ricordo dello sterminio e delle persecuzioni del popolo ebraico e dei deportati militari e politici italiani nei campi nazisti") è una legge ordinaria della Repubblica italiana emanata per l'istituzione del Giorno della Memoria e pubblicata nella Gazzetta Ufficiale n. 177 del 31 luglio 2000.

## Contenuto
La legge composta da due articoli dispone:
(Articolo 1 comma 1)
(Articolo 2 comma 1)